# Krascheninnikovia pungens
Krascheninnikovia pungens är en amarantväxtart som först beskrevs av Mikhail Grigoríevič Popov, och fick sitt nu gällande namn av Dieter Podlech. Krascheninnikovia pungens ingår i släktet Krascheninnikovia och familjen amarantväxter. Inga underarter finns listade i Catalogue of Life.